# Romagne '14-'18

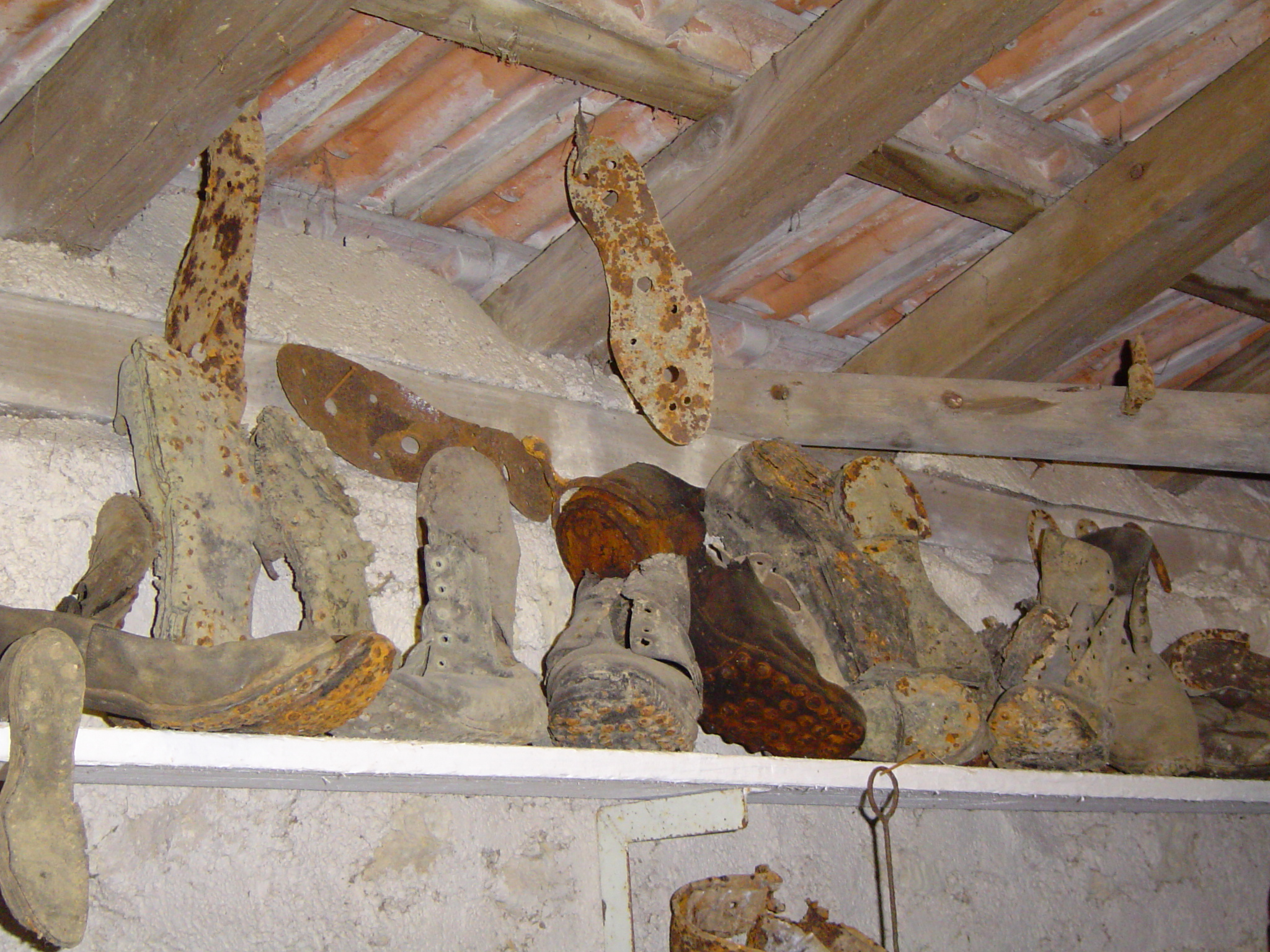
Soldatenlaarzen

Romagne '14-'18 is de privécollectie van Jean-Paul de Vries in Romagne-sous-Montfaucon. De Vries stelt hier zijn zelf gevonden restanten van het Meuse-Argonne-offensief tentoon die in de nabije omgeving van Romagne werd uitgevochten.

## Geschiedenis
Op 26 september 1918 lanceerde het Amerikaanse eerste leger een groot offensief om de Duitsers terug te dringen uit de regio. Deze operatie ging niet gemakkelijk. De Duitse troepen hadden zich ingegraven in de bossen en het Amerikaanse leger had grootse moeite de operatie tot een goed einde te brengen. Uiteindelijk, toen het offensief nog in volle gang was, werd in de beruchte treinwagon bij Compiègne de wapenstilstand getekend. Met het einde van de oorlog stopte ook het offensief.
Op 13 oktober had het Amerikaanse leger Romagne-sous-Montfaucon ingenomen. Van het dorpje bleef weinig over dan ruïnes. In de jaren die volgden werd het dorp weer opgebouwd. De voormalige slagvelden in de bossen bleven. Dit tot grote onvrede van plaatselijke boeren die meer dan eens een ploeg kwijtraakten omdat ze over een niet ontploft explosief heen ploegden.
De afgelopen decennia zijn er meerdere mensen geweest die gewapend met metaal-detectoren die oude slagvelden afliepen. Verschillende zaken kwamen op een dergelijke manier boven de grond: geweren, explosieven, helmen. Maar ook de kleinere persoonlijke dingen, zoals: kammetjes, muntgeld, bestek, zakhorloges. Een ook zo nu en dan een al lang vermiste soldaat. De Vries is een van deze 'zoekers', en heeft sinds 1976 een omvangrijke collectie opgebouwd die hij graag wilde laten zien aan het nageslacht. De spullen die De Vries heeft tentoongesteld zijn in dezelfde staat zoals hij ze heeft gevonden. Hij heeft ze bewust niet schoongemaakt of opgepoetst juist om het 'echte' van de oorlog te bewaren.

## Doelstelling
Zoals De Vries zelf graag aangeeft is het niet zijn bedoeling om de oorlog op zijn gruwelijkste manier aan de bezoekers te laten zien. Hij wil meer het gewone, het alledaagse van het soldatenleven laten zien. Dat alledaagse doet ons, volgens De Vries, meer beseffen hoe gruwelijk oorlog eigenlijk is. Het wordt namelijk uitgevochten door gewone mensen en heeft invloed op de mensen om de oorlog heen. Een voorbeeld hiervan is een paar kinderschoentjes die De Vries heeft gevonden. Zij zijn vervaardigd uit het leer van oude soldatenlaarzen.
Met name het interactieve karakter van zijn collectie en de doelstelling die De Vries wil uitdragen maakt zijn privécollectie bijzonder geschikt voor scholen. Het waren ook vaak zeer jonge mannen die sneuvelden in de heuvels rond Romagne-sous-Montfaucon, vaak dezelfde leeftijd van schoolkinderen.

## Inrichting
De collectie staat opgesteld in een oude schuur. Bij binnenkomst valt meteen de nagebouwde loopgraaf op waarbij de nadruk wordt gelegd op de onderkomens van de soldaten. Via een trappetje kan men over het nagebouwde stuk slagveld heenlopen. Het ligt bezaaid met stukken die De Vries zelf heeft gevonden.
Beneden zijn ook de vele geweren en mitrailleurs te zien die De Vries in de loop der jaren heeft verzameld. Sommigen met de bajonet nog steeds bevestigd. Allerlei zaken die betrekking hebben op de oorlogvoering zelf zijn hier te zien. Een bijzonder stuk is een Minenwerfer, een Duitse Mortier gebruikt om Amerikaanse stellingen mee te bestoken.
Een hoger gelegen gedeelte van de ruimte is gereserveerd voor vitrines met de kleinere vondsten. Van tabaksdozen tot muntgeld. Van loopgravenkunst tot een zilveren pennetje. Opvallend is de bak met daarin de uitrusting van één Duitse soldaat. De Vries heeft de vindplaats geprobeerd net zo na te bouwen als hij het heeft gevonden. Te zien zijn twee zakhorloges, muntgeld, een etensbak, gasmasker, helm en nog een aantal stukken.
Alle stukken zijn volkomen onschadelijk. Er bevinden zich geen op scherp staande explosieven in het pand. Daarnaast zijn alle stukken afkomstig uit de directe omgeving van het dorp. De Vries kiest hier bewust voor. Hij wil de geschiedenis van de directe omgeving laten zien.

## Waarschuwing
Het is bij wet ten strengste verboden om de slagvelden te betreden met de bedoeling te gaan zoeken. De Franse overheid is bekend met het werk van De Vries. Voor anderen worden geen uitzonderingen gemaakt. Munitie is zelfs na bijna 100 jaar nog steeds gevaarlijk. Er staan zware boetes op als men betrapt wordt, deze kunnen oplopen tot ruim 3500 euro. Ook is het niet toegestaan een metaaldetector bij zich te hebben of maar in de auto te hebben liggen.
Daarnaast zijn de bossen voormalige slagvelden waar veel mensen zijn omgekomen. Bezoekers worden geacht deze plekken met gepaste eerbied te behandelen.

## Praktische informatie
De collectie is elke middag van 12.00 tot 18.00 geopend, behalve op woensdag. De Vries runt geen museum, maar is de eigenaar van een privécollectie.

## Andere sites in Romagne-sous-Montfaucon
- Amerikaans militair kerkhof Romagne-sous-Montfaucon
- Duits militair kerkhof Romagne-sous-Montfaucon

## Galerij

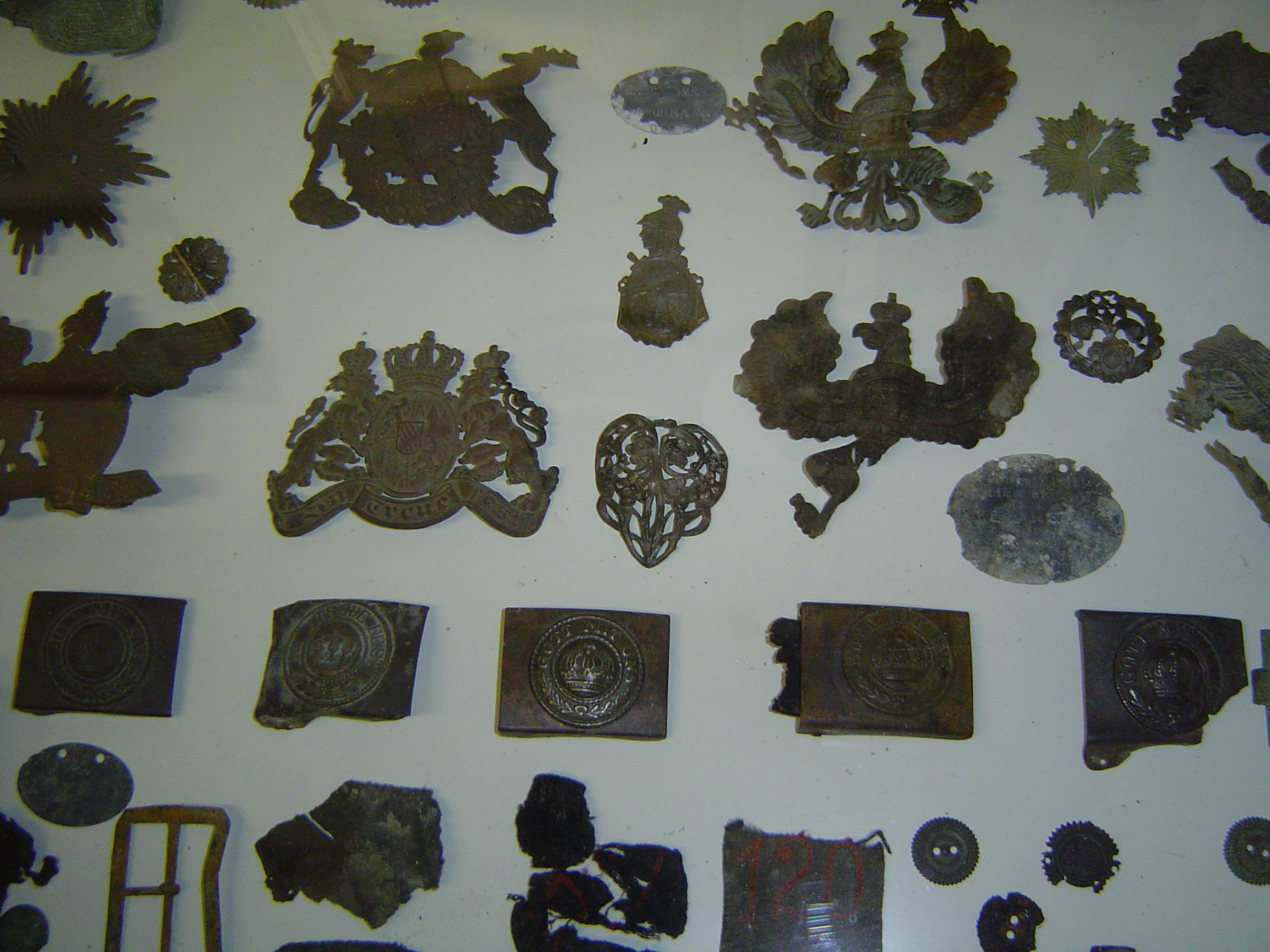
Onderscheidingstekens en naamplaatjes
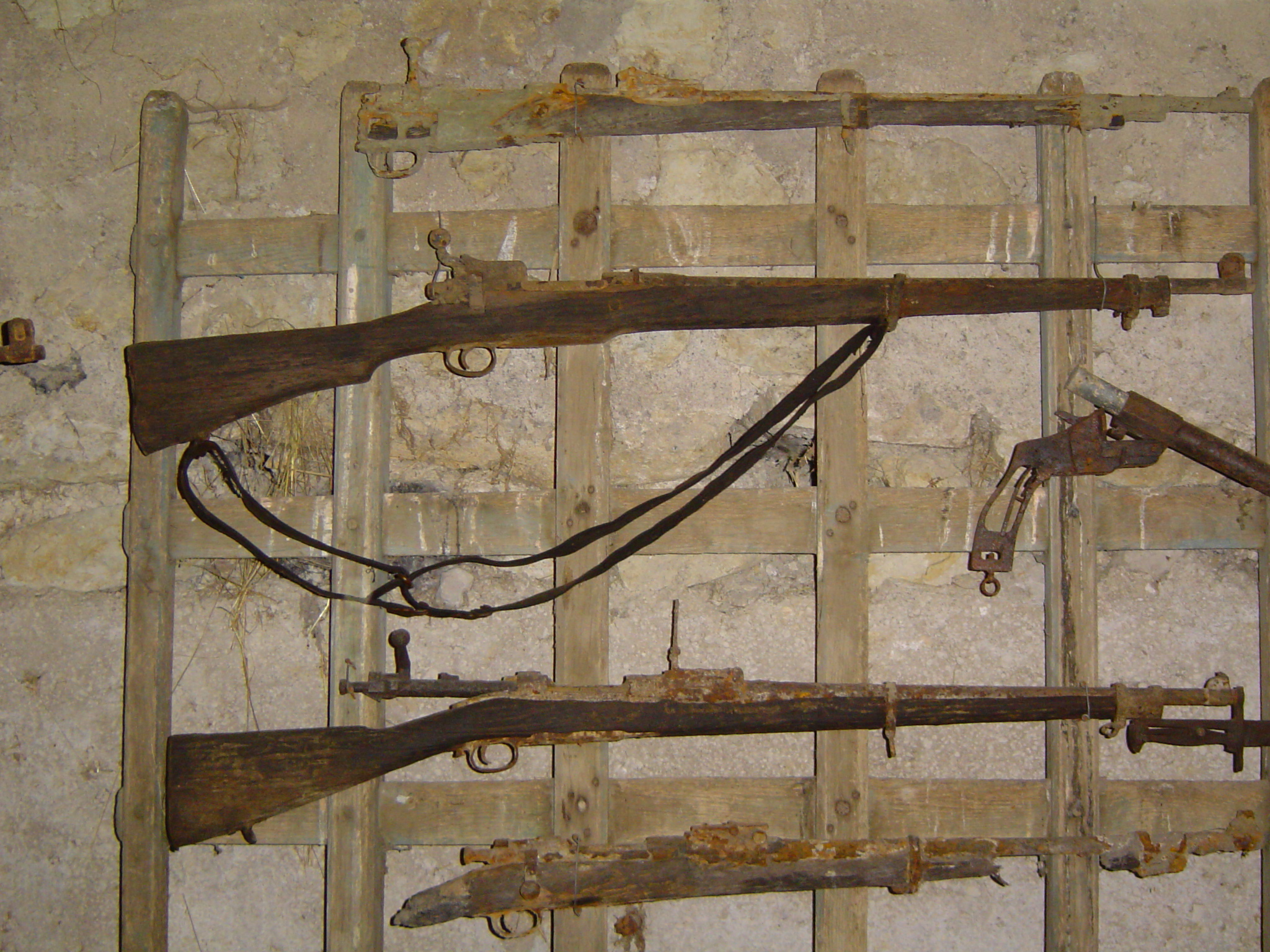
Geweren, sommigen nog in redelijke staat
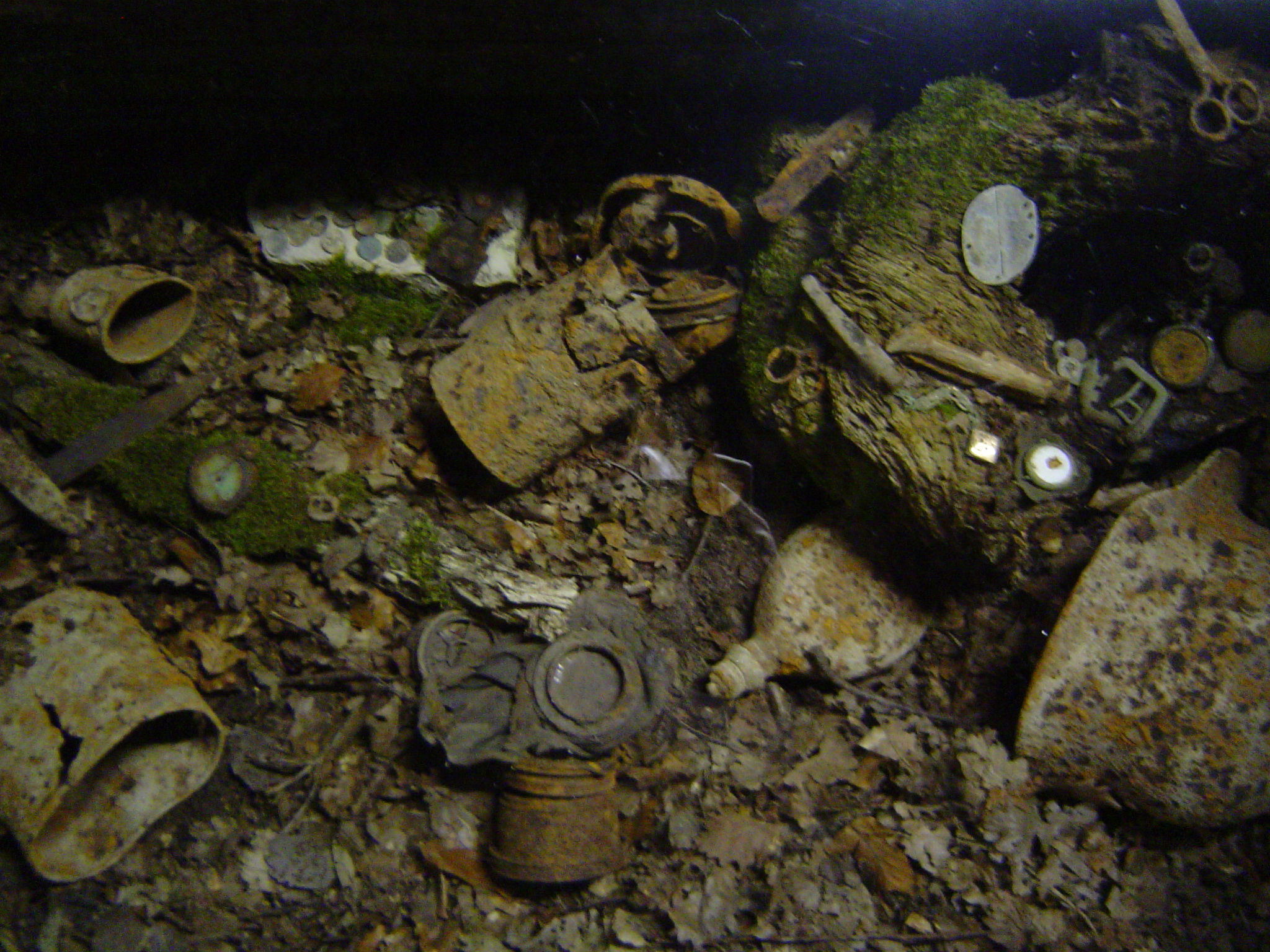
Persoonlijke bezittingen zoals ze werden gevonden
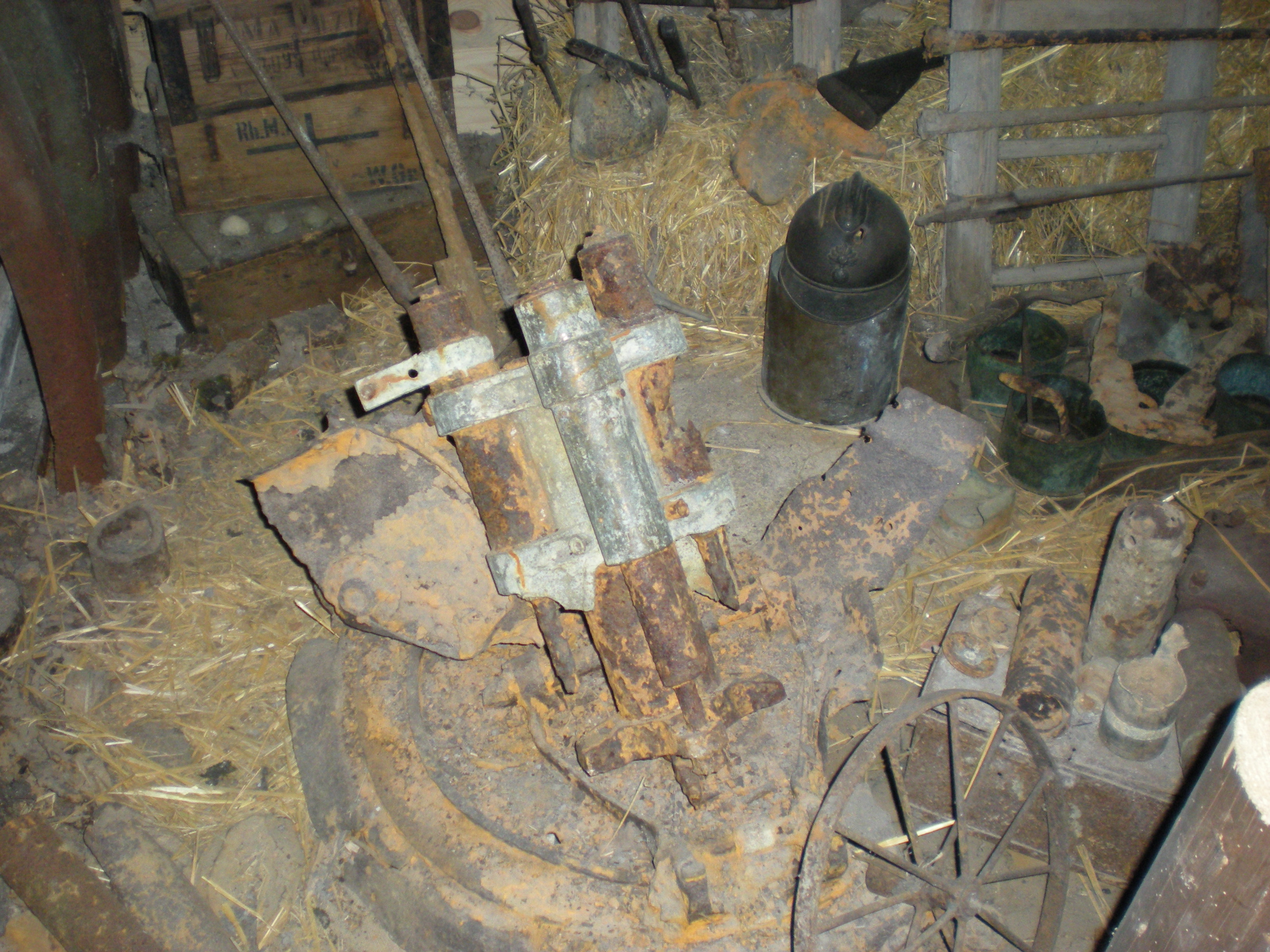
Een Duitse 7.5 cm Minenwerfer
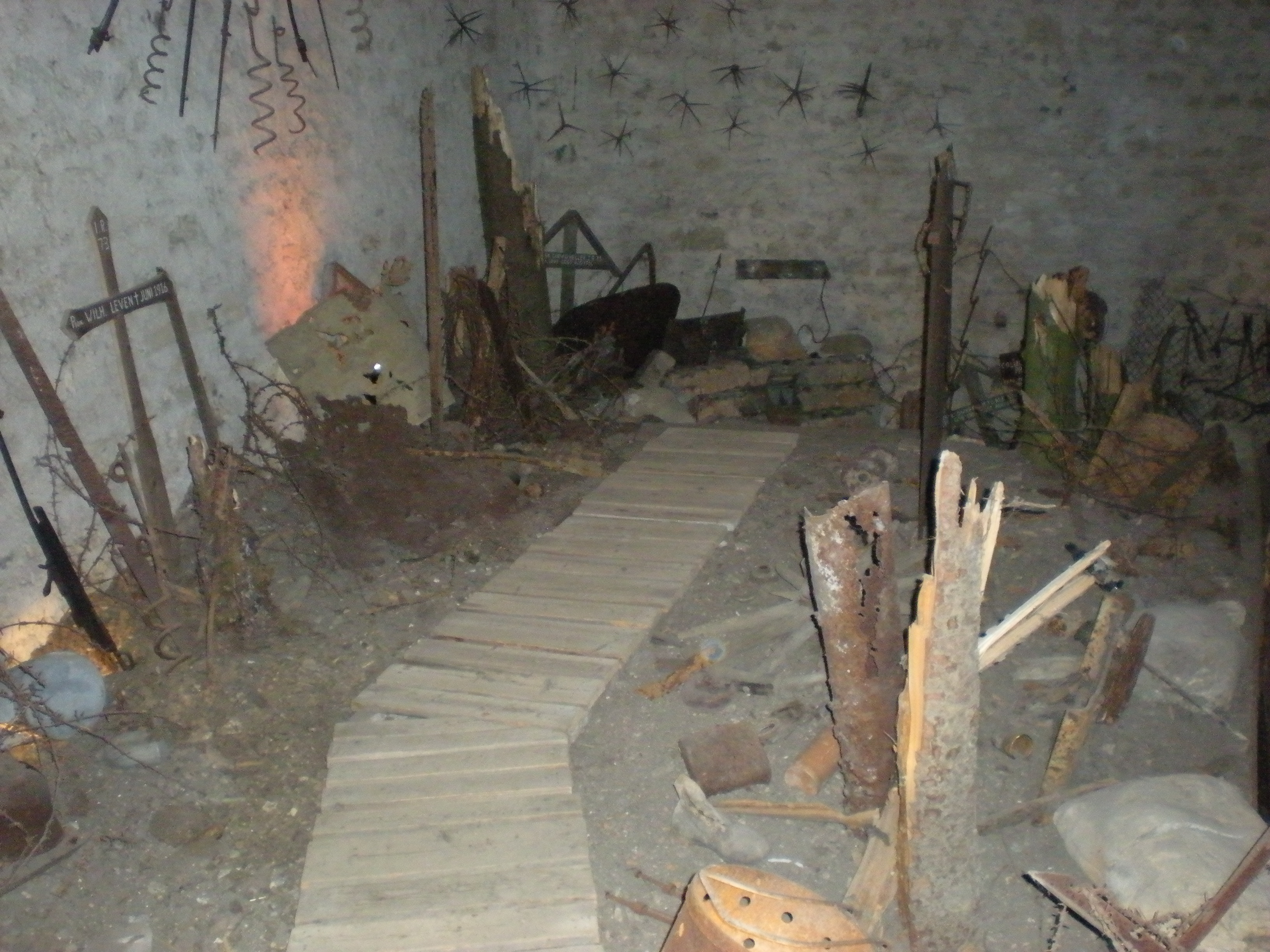
Nagemaakte loopgraaf